# Род (логика)
Род — общее, в которое в качестве вида входят рассматриваемые предметы. 
Указание на род является частью родовидового определения (деления). Род представляет нечто общее в предметах, составляющих его виды.
Род в отличие от вида необратим. Так, например, нельзя сказать что «животное это человек» или что «цвет это белое». Несмотря на это, для определения рода философы (в частности Порфирий и Боэций) ставили род в соотнесение с видом.
С понятием «рода» в логике связаны ещё три термина:
- ближайший род — непосредственно более широкий класс предметов, в который в качестве вида входят рассматриваемые предметы[2];
- средний род — такой род, который при определённом отношении к другому является видом, а по отношению к третьему — родом.
- высший род (лат. summum genus) — класс, который содержит все другие классы этой системы[3][4].